# TCDD Taşımacılık
TCDD Taşımacılık A.Ş. (Italiano: TCDD Trasporti) è un'azienda pubblica che si occupa delle operazioni della maggior parte dei treni passeggeri e merci in Turchia . La società è stata costituita il 14 giugno 2016 separandosi dalle Ferrovie dello Stato turche (TCDD) per gestire il trasporto ferroviario. Le TCDD, invece, continuano ad amministrare l'infrastruttura ferroviaria. TCDD Taşımacılık ha iniziato ufficialmente le operazioni il 1º gennaio 2017.
TCDD Taşımacılık gestisce i treni su una rete di oltre 12.430 chilometri, presente in 59 delle 81 province della Turchia.

## Traffico passeggeri
TCDD Taşımacılık gestisce il servizio ferroviario passeggeri sulla maggior parte della rete. I treni passeggeri servono la maggior parte delle principali città della Turchia. TCDD Taşımacılık gestisce cinque tipi di servizi passeggeri:
- Alta velocità (Yüksek Hızlı Tren): il servizio ferroviario di punta di TCDD Taşımacılık.
- Servizio ferroviario principale (Anahat): servizio ferroviario passeggeri fra le principali città.
- Treni Regionali (Bölgesel): servizio ferroviario regionale, che collega le principali città a centri minori.
- Treni Suburbani (Banliyö): servizio ferroviario per pendolari nelle principali città.
- Treni Internazionali (Uluslararası): servizio ferroviario internazionale.

### Ferrovia ad alta velocità

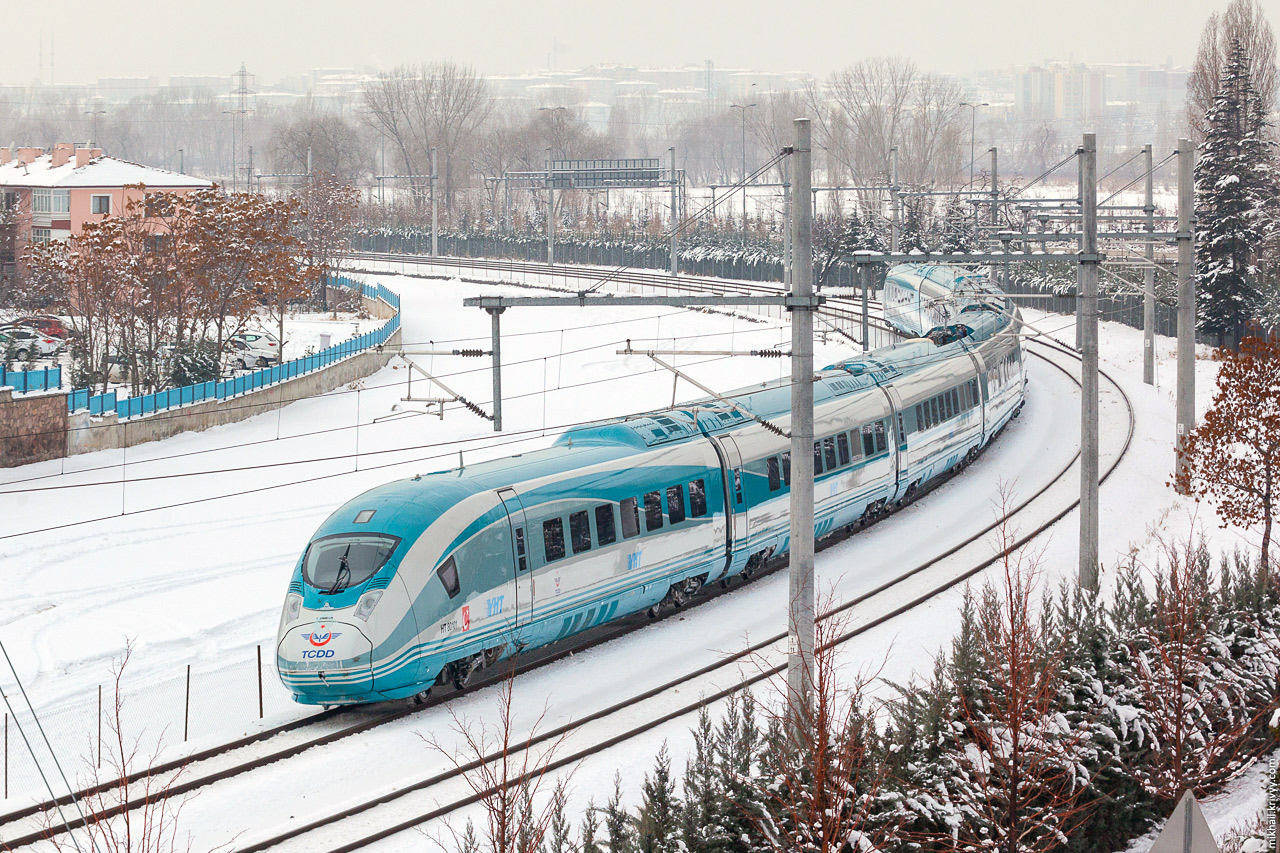
Un convoglio ad alta velocità ad Ankara.

Il servizio ferroviario ad alta velocità è il principale servizio delle TCDD Taşımacılık. Attualmente gestisce quattro tratte tra Istanbul, Ankara, Eskişehir e Konya lungo le ferrovie ad alta velocità Ankara-Istanbul e Polatlı-Konya. I treni ad alta velocità sono classificati come Yüksek Hızlı Tren o YHT e possono raggiungere la velocità di 300 km/h. Si prevede che il servizio ferroviario YHT sarà prolungato ulteriormente sino a Sivas entro il 2019, ad Afyon entro il 2020, e a Bursa e Smirne nei primi anni '20.
I treni YHT utilizzano la stazione di Ankara come hub principale, utilizzando come fabbricato viaggiatori dedicato l'Ankara Tren Garı, costruito sopra i binari della parte meridionale della stazione.
Il servizio di treni ad alta velocità ha avuto inizio il 13 marzo 2009 tra Ankara ed Eskişehir. Nell'ultimo anno prima che TCDD Taşımacılık incominciasse le operazioni, i treni YHT hanno trasportato oltre 5,89 milioni di passeggeri. 

### Servizio ferroviario principale

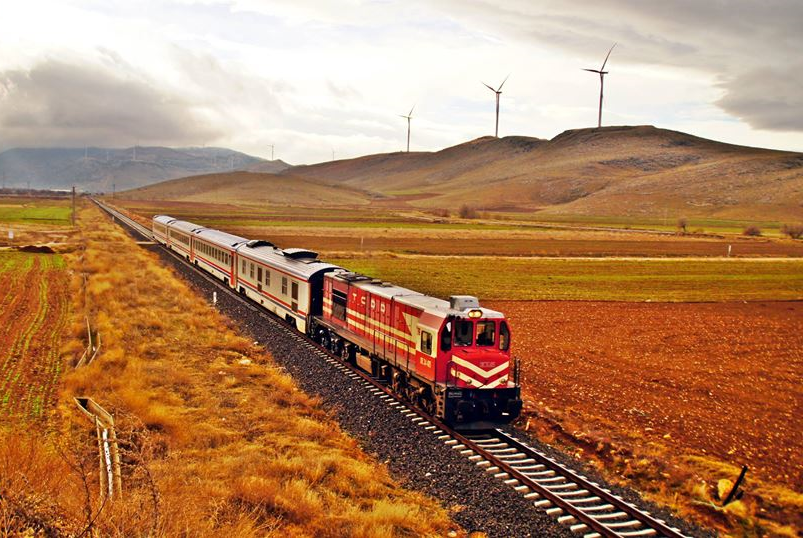
Il Pamukkale Express attraversa la rurale provincia di Afyon.

Il servizio ferroviario principale in Turchia è noto come Anahat. Questi treni operano tra le città più importanti, spesso come treni notturni, ed effettuano un numero limitato di fermate. I treni del servizio principale operano a velocità più elevate rispetto ai treni regionali e suburbani, quando le caratteristiche della linea lo consente. Prima della realizzazione della rete ad alta velocità, stati i treni più utilizzati tra Istanbul e Ankara, raggiungendo velocità fino a 140 km/h in alcuni tratti. Il Başkent Ekspresi, l'Anadolu Ekspresi e il Cumhuriyet Ekspresi sono stati alcuni dei treni più importanti del servizio principale che percorrevano il corridoio ferroviario da Istanbul ad Ankara. Una volta completata la ferrovia ad alta velocità Ankara-Istanbul nel 2014, tutto il servizio ferroviario principale tra le due città è stato sostituito da quest'ultimo.
I treni della linea principale sono solitamente dotati di vagoni con aria condizionata del tipo TVS2000, tuttavia su alcuni convogli vengono utilizzati anche vagoni con posti a sedere rinnovati. I treni notturni del servizio principale sono costituiti da carrozze letto e ristorante, mentre alcuni treni hanno in composizione anche carrozze cuccette.
Durante l'ultimo anno prima che TCDD Taşımacılık incominciasse le operazioni, i treni della linea principale hanno trasportato oltre 1,3 milioni di passeggeri. 

### Treni regionali

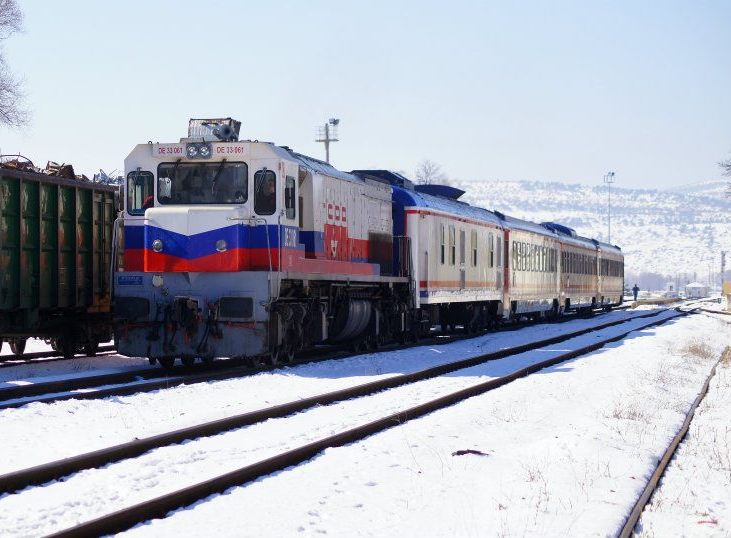
Un treno regionale diretto ad Afyon da Eskişehir nella stazione di Alayunt.

I treni regionali (in turco Bölgesel treni) collegano le principali città ai centri minori. Questi treni sono solitamente i più lenti dell'intero sistema delle TCDD Taşımacılık, poiché effettuano molte fermate durante il loro percorso. Alcuni treni, come l'Ada Ekspresi, operano a velocità più elevate, simili a quelle dei treni del servizio principale. Tutti i regionali operano all'interno dei rispettivi distretti, utilizzando una città come hub.
La tratta regionale con il maggior numero di frequenze in Turchia è quella fra Adana e Mersin, coperta da 27 coppie al giorno. La seconda è quella tra Smirne e Torbalı, con 18 coppie giornaliere.
I treni regionali possono essere composti da materiale ordinario e locomotive o essere costituiti da elettrotreni, autotreni o anche automotrici. I convogli trainati da locomotive sono composti da cattozze di tipo TVS200 o da normali carrozze con posti a sedere. In molte tratte vengono utilizzati gli autotreni DM15000 e DM30000, soprattutto a sud di Smirne. I treni regionali non dispongono di servizi a bordo ad eccezione dei servizi di ristorazione a carrello, presenti sulla maggior parte dei trenille corse.
Durante l'ultimo anno prima che TCDD Taşımacılık incominciasse le operazioni, i treni regionali hanno trasportato oltre 13,5 milioni di passeggeri. 

### Treni suburbani

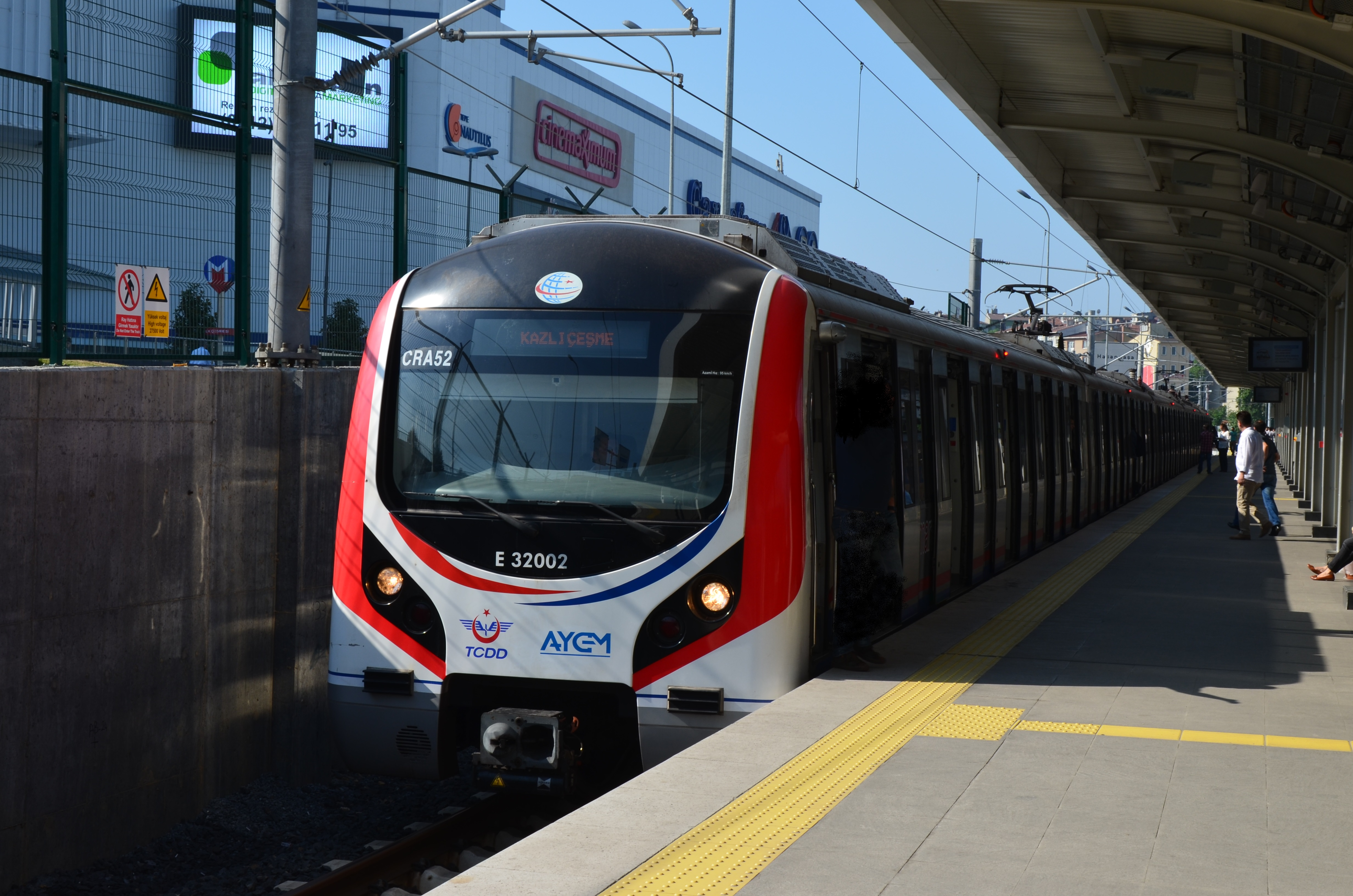
Un treno Marmaray alla stazione di Ayrılık Çeşmesi.

Il servizio ferroviario suburbano al momento è presente ad Istanbul e Ankara, mentre una nuova rete è in costruzione a Gaziantep. Esiste inoltre la rete İZBAN, che gestisce la ferrovia per pendolari su due linee nell'area metropolitana di Smirne, ma che è gestita da un'altra società.
La rete Marmaray di Istanbul fornisce un servizio ferroviario per pendolari attraverso il Bosforo tra le stazioni di Halkalı e Gebze nella vicina provincia di Kocaeli. La rete nella sua massima estensione di 76,6 km è stata inaugurata nel 2019 ed ha unito, con qualche piccola modifica di tracciato, le precedenti linee B1 e B2 che collegavano rispettivamente Halkalı alla stazione di Sirkeci nella parte europea della città e la stazione di Haydarpaşa con Gebze in quella asiatica.
La rete Başkentray di Ankara fornisce un servizio ferroviario per i pendolari lungo un asse est-ovest tra Sincan e Kayaş, utilizzando la stazione di Ankara come hub.
Tutti i servizi ferroviari suburbani operano come un sistema a sé, e sono completamente integrati con la rete di trasporto delle rispettive città.

### Treni internazionali

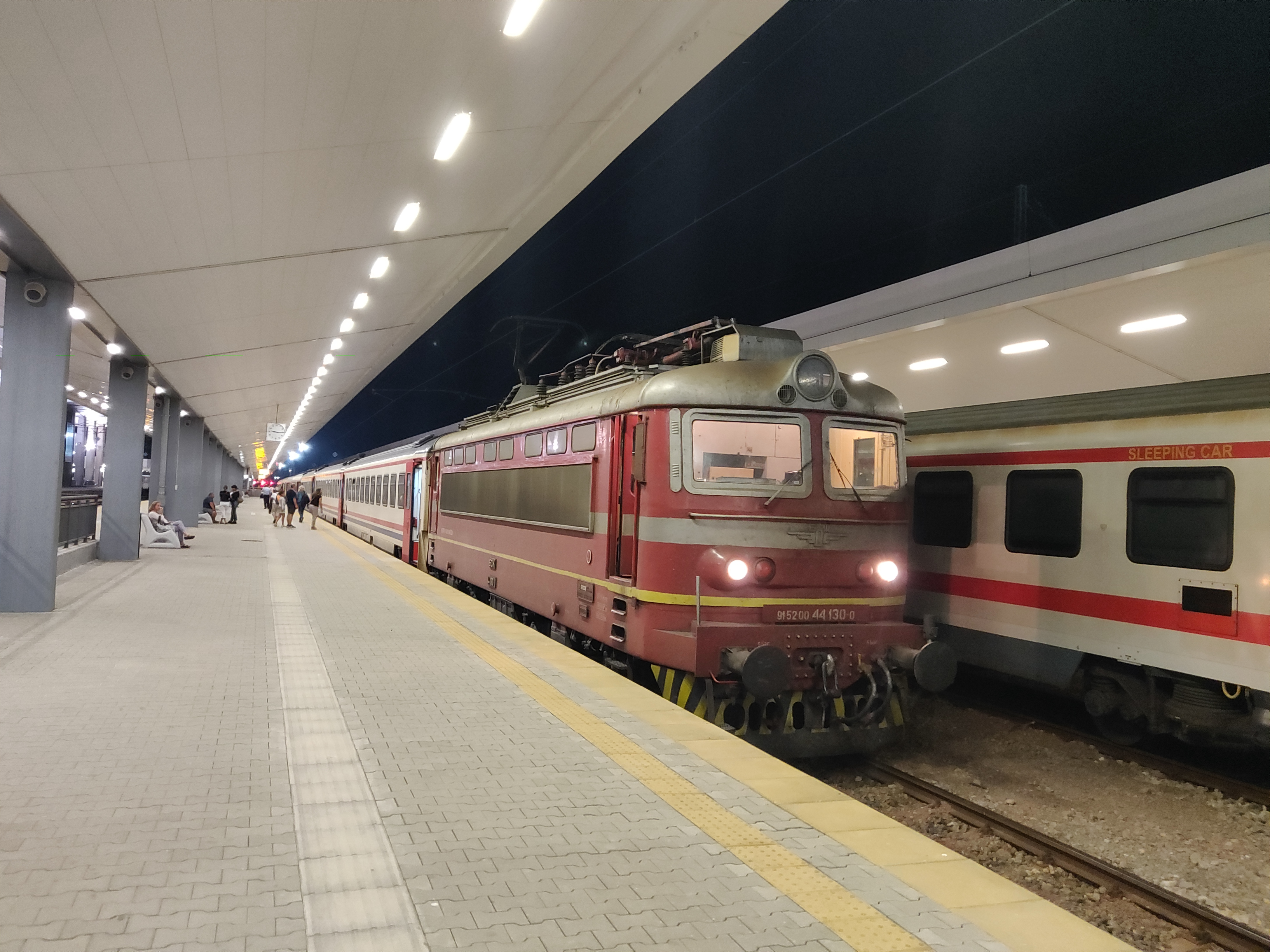
L'Istanbul-Sofia Express in attesa di partire da Sofia.

Nonostante le TCDD gestissero vari treni internazionali verso l'Europa e il Medio Oriente, la maggior parte di questi è stata cancellata a causa dello scoppio della guerra in Siria e in Iraq e della crisi economica in Grecia. Attualmente, TCDD Taşımacılık gestisce due treni internazionali da Istanbul a Sofia e Bucarest, rispettivamente in Bulgaria e in Romania. Le due sezioni partono da Halkalı come un unico treno, per poi separarsi in Bulgaria. Una volta riaperta la ferrovia a est di Halkalı alla fine del 2018, il servizio ferroviario internazionale riprenderà dal loro capolinea originario, la stazione di Sirkeci. Nel marzo del 2016 è stato firmato un accordo tra Grecia e Turchia per rilanciare il treno Istanbul-Salonicco, soppresso nel 2011, ma da allora nulla è cambiato e non è ancora chiaro se il treno riprenderà o meno il servizio.
Un nuovo servizio passeggeri internazionale da Kars a Baku, in Azerbaigian, dovrebbe essere inaugurato nel giugno del 2018 tramite la ferrovia Baku-Tbilisi-Kars, completata nell'ottobre del 2017 grazie alla costruzione di 105 km di nuova linea ed alla modernizzazione di linee esistenti.
A causa della situazione instabile in Siria e Iraq, tutto il servizio ferroviario internazionale per il Medio Oriente è sospeso a tempo indeterminato.

## Traffico merci

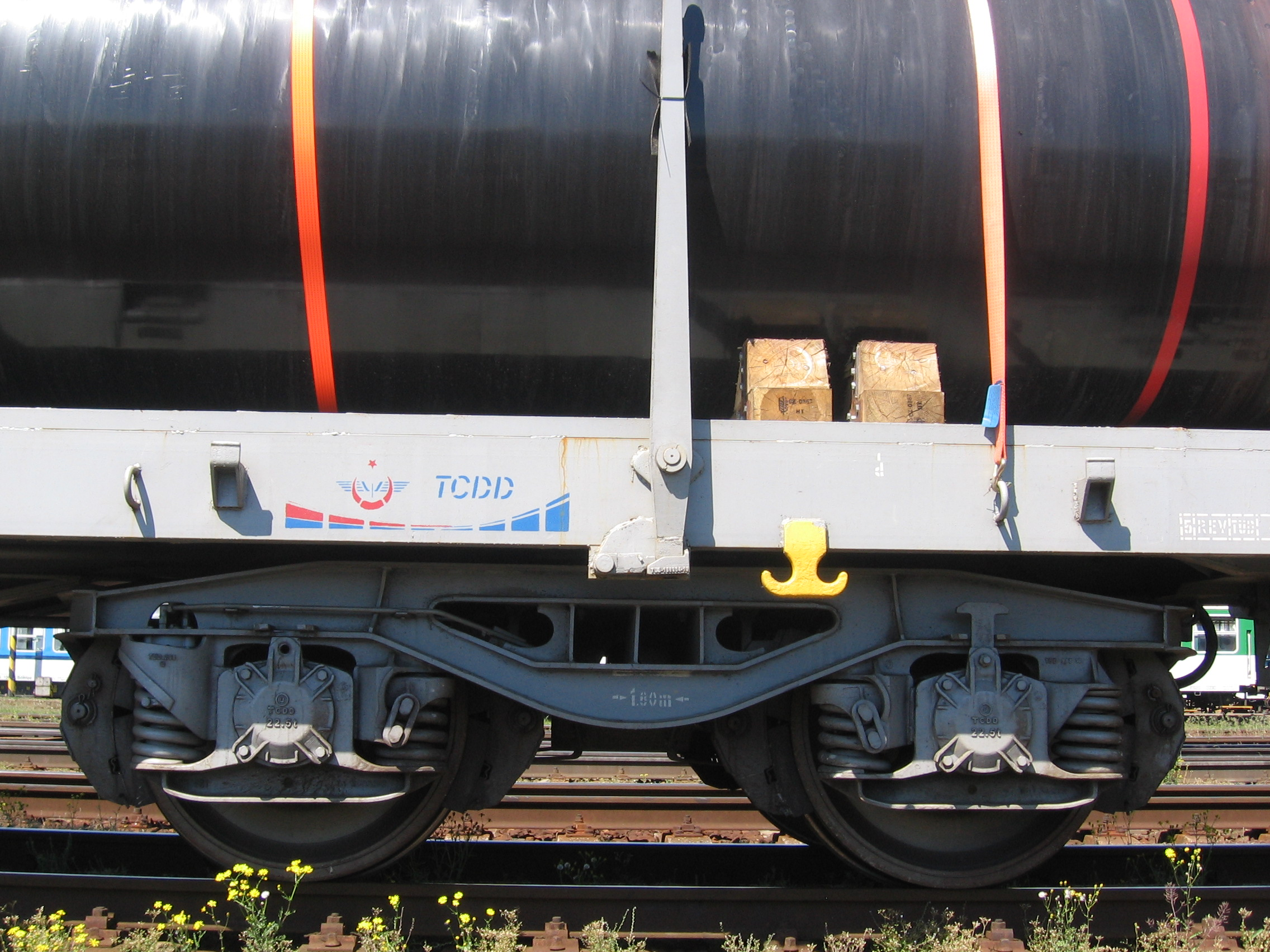
Un carro merci dell'azienda

Dal 1980, il trasporto ferroviario merci gestito dalle TCDD è aumentato leggermente da circa 5.000 milioni di tonnellate-km nel 1980 a circa 7.000 milioni di tonnellate-km nel 1990 e a circa 9.000 milioni di tonnellate-km nel 2000. Pressappoco il 50% delle merci movimentate è costituito da minerali grezzi o lavorati, tra cui i materiali destinati all'edilizia che da meno del 5% nel 1980 sono aumentati a circa il 10% nel 2000, i settori agricolo-alimentare, chimico-petrolifero e metallurgico rappresentano ciascuno tra il 5 e il 10%. Il trasporto internazionale di merci ha rappresentato circa il 5% del totale nel 2000.
Nel 2012, sono state trasportate su rotaia 25,7 milioni di tonnellate di merci in Turchia. Due società siderurgiche, Erdemir e Kardemir, i 2 maggiori clienti di TCDD, hanno trasportato 4,5 milioni di tonnellate di merci nel 2012, principalmente minerale di ferro e carbone. La maggior parte del traffico internazionale tra la Turchia e l'Europa avviene via Kapikule e utilizza principalmente treni container.
A partire dal 2016, la quantità di merci trasportate su rotaia si è stabilizzata sulle 25,8 milioni di tonnellate, di cui 7,1 milioni trasportati con carri di compagnie private. Anche il trasporto internazionale è stabile dal 2013 a 1.8 milioni di tonnellate.
I containers sono ampiamente utilizzati sia nel trasporto internazionale che nazionale: 7,6 milioni di tonnellate vengono trasportate in container.
TCDD ha in programma di rafforzare il traffico merci con la costruzione di 4000 km di linee convenzionali entro il 2023, tra cui nuovi collegamenti ferroviari internazionali con la Georgia, l'Iraq e l'Iran. Oltre a questo verranno costruiti 18 centri logistici al fine di aumentare la percentuale di merci nazionali trasportate su rotaia. L'azienda prevede inoltre di aumentare il traffico internazionale, fino a 7.000 tonnellate nel 2016, costruendo una "via della seta di ferro" che collegherà l'Europa all'Asia. Il Marmaray e il ponte YSS, le parti più importanti di questo progetto, sono state completate rispettivamente nel 2015 e nel 2016. Un altro progetto chiave è la ferrovia Kars-Tbilisi-Baku che dovrebbe essere completata nel 2016 e iniziare a funzionare nel 2017.

## Flotta
TCDD Taşımacılık ha acquisito l'intera flotta dalle Ferrovie dello Stato turche il 28 dicembre 2016, quando è stato firmato il passaggio tra le due società. In totale, TCDD Taşımacılık dispone di 125 locomotive elettriche, 543 locomotive diesel, 19 convogli ad alta velocità, 49 elettrotreni, 64 autotreni, 872 carrozze 19.870 carri merci. 

### Locomotive
| Modello               | Fotografia | Numeri      | Anno di costruzione | Esemplari costruiti | Tipo             | Potenza           | Costruttore                        | Note |
| Locomotive            | Locomotive | Locomotive  | Locomotive          | Locomotive          | Locomotive       | Locomotive        | Locomotive                         | Locomotive                                                                                                  |
| --------------------- | ---------- | ----------- | ------------------- | ------------------- | ---------------- | ----------------- | ---------------------------------- | --- |
| DE24000               |            | 24001-24418 | 1970–84             | 418                 | Diesel-elettrica | 2160 hp (1600 kW) | TÜLOMSAŞ (MTE)                     | |
| DE18100               |            | 18101-18120 | 1978                | 20                  | Diesel-elettrica | 1800 hp (1320 kW) | MTE                                | |
| DE22000               |            | 22001-22086 | 1985–89             | 86                  | Diesel-elettrica | 2000 hp (1470 kW) | TÜLOMSAŞ (Electro-Motive Division) | |
| E43000                |            | 43001-43045 | 1987                | 45                  | Elettrica        | 4260 hp (3180 kW) | TÜLOMSAŞ (Toshiba)                 | |
| DE33000               |            | 33001-33089 | 2003–04             | 89                  | Diesel-elettrica | 3000 hp (2220 kW) | TÜLOMSAŞ (Electro-Motive Diesel)   | Basate sulla DE22000                                                                                        |
| E68000                |            | 68001-68080 | 2013–               | 80                  | Elettrica        | 6800 hp (5000 kW) | Hyundai Rotem, TÜLOMSAŞ            | Primi otto esemplari costruiti da Hyundai Rotem, i restanti 72 da TÜLOMSAŞ                                  |
| DE36000               |            | 36001-36020 | 2013–               | 20                  | Diesel-elettrica | 3600 hp (2680 kW) | TÜLOMSAŞ (General Electric)        | |
| Locomotive da manovra |            |             |                     |                     |                  |                   |                                    | |
| HSL700                |            | TBA         | 2018                | 80                  | Diesel-elettrica | 710 hp (522 kW)   | TÜLOMSAŞ                           | |
| DE11000               |            | 11001-11085 | 1985                | 85                  | Diesel-elettrica | 1065 hp (780 kW)  | Krauss-Maffei, TÜLOMSAŞ            | Primi 20 esemplari costruiti da Krauss-Maffei, gli ulteriori 60 da TÜLOMSAŞ                                 |
| DH7000                |            | 7001–7020   | 1994                | 20                  | Diesel-idraulica | 710 hp (522 kW)   | TÜLOMSAŞ                           | |
| DH9500                |            | 9501–9526   | 1999                | 26                  | Diesel-idraulica | 950 hp (700 kW)   | TÜLOMSAŞ                           | Riprogettazione come diesel-idraulica della TCDD DE11000                                                    |
| E1000                 |            | 1000        | 2015–               | 1                   | Elettrica        | 1360 hp (1000 kW) | TÜBİTAK MAM, TÜLOMSAŞ              | Prototipo, adattamento ad elettrico della TCDD DE11000) per risolvere la carenza di ricambi di quest'ultima |

### Treni
| Modello | Fotografia | Numeri              | Anno di costruzione | Esemplari costruiti | genere       | Potenza | Costruttore   | Note                               |
| ------- | ---------- | ------------------- | ------------------- | ------------------- | ------------ | ------- | ------------- | ---------------------------------- |
| MT15000 |            | 15001-15012         | 2008                | 12                  | Autotreno    | 650 kW  | Hyundai Rotem | Utilizzato per i servizi regionali |
| HT65000 |            | 65001-65012         | 2009–? ?            | 12                  | Elettrotreno | 4800 kW | CAF           | Set di treni ad alta velocità TCDD |
| E23000  |            | 23001-23033         | 2009–? ?            | 33                  | Elettrotreno |         | EUROTEM       | Ferrovia per pendolari Başkentray  |
| MT30000 |            | 15401-15452         | 2011–               | 14                  | Autotreno    | 650 kW  | TÜVASAŞ       | Utilizzato per i servizi regionali |
| E32000  |            | 32001-32054         | 2011–? ?            | 88                  | Elettrotreno |         | EUROTEM       | Marmaray pendolare ferroviario     |
| HT80000 |            | 80001 e 80101-80106 | 2013-2016           | 7                   | Elettrotreno | 8000 kW | Siemens       | Set di treni ad alta velocità TCDD |

### Automotrici
| Modello | Fotografia | Numeri    | Anno di costruzione | Esemplari costruiti | Tipo        | Potenza | Costruttore | Note                               |
| ------- | ---------- | --------- | ------------------- | ------------------- | ----------- | ------- | ----------- | ---------------------------------- |
| MT5700  |            | 5701-5730 | 1993                | 30                  | Automotrice |         | Fiat        | Utilizzato per i servizi regionali |

### Carrozze
| Modello          | Fotografia | Anno di costruzione | Tipo                                                                                   | Costruttore |
| ---------------- | ---------- | ------------------- | -------------------------------------------------------------------------------------- | ----------- |
| Flotta regionale |            | 1972                | Carrozze                                                                               | TÜVASAŞ     |
| Pullman Fleet    |            | 1980–90             | Carrozze, Carrozze cuccette, Carrozze ristorante, Carri generatori                     | TÜVASAŞ     |
| TVS2000          |            | 1992                | Carrozze, Carrozze cuccette, Carrozze con letti, Carrozze ristorante, Carri generatori | TÜVASAŞ     |